# O Imperador (Livro)
1. REDIRECT O Imperador (livro)